# Alim Abdallah
Alim Abdallah (em hebraico: עלים עבדאללה; década de 1980 - 9 de outubro de 2023) era o comandante adjunto da Brigada 300 das Forças de Defesa de Israel, pertencente à 91ª Divisão, e tinha origem drusa. Ele foi morto por um ataque do Hezbollah enquanto respondia a uma operação de infiltração. Seu posto era tenente-coronel. Ele era casado e tinha três filhos.